# Lisburn Chess Club
Lisburn Chess Club – północnoirlandzki klub szachowy z siedzibą w Lisburn, zdobywca Ulster Trophy w 2023 roku.

## Historia
Klub został założony w 2018 roku przez Neila Gardnera i Martina Johnstona. W sezonie 2019/2020 zajął szóste miejsce w UCU League 1. W sezonie 2022/2023 klub wygrał ligę, pokonując o cztery punkty Strand Chess Club. W kolejnym sezonie Lisburn był czwarty w lidze.